# Zákon o právu na digitální služby
Zákon o právu na digitální služby č. 12/2020 Sb., označovaný během přípravy také jako digitální ústava, stanoví, na jaké digitální služby mají občané ČR právo ve vztahu k orgánům veřejné moci. Zákon měl garantovat právo požadovat od státu veškerou komunikaci elektronicky a usnadnit tak občanům komunikaci s úřady, dát vládě závazek do 12 měsíců od nabytí účinnosti zveřejnit katalog agend a služby zprovoznit.
Zákon slibuje ověření podpisu online a bez cesty k notáři. Žádný úřad ale zatím (rok 2022) nepřipravil aplikaci, se kterou by to šlo na dálku a bezplatně. 
Novelou zákona (nově vloženým § 2a) byla k 1. lednu 2023 zřízena Digitální a informační agentura jako ústřední správní úřad pro elektronickou identifikaci, služby vytvářející důvěru a pro informační systémy veřejné správy, který má od 1. dubna 2023 převzít od ministerstva vnitra správu klíčových služeb e-Governmentu a informačních systémů veřejné správy. 

## Historie
Návrh zákona vznikl z iniciativy ICT Unie ve spolupráci s organizacemi a asociacemi soukromého sektoru a podařilo se pro něj získat podporu mezi poslanci. Na dalším vývoji návrhu se podílel i vládní zmocněnec pro digitalizaci Vladimír Dzurilla. Příprava zákona pro první čtení trvala déle než rok. Návrh byl podán do Sněmovny 28. března 2019 jako poslanecká iniciativa podpořená 137 poslanci napříč stranami s odůvodněním, že jeho platnost přesáhne jedno volební období. Dzurilla k tomu řekl: „Potřebujeme nejenom tento zákon, ale také prováděcí zákony. Je jich 170, na kterých se v současnosti pracuje“ (tj. že doprovodný prováděcí zákon by musel zasáhnout do znění 170 jiných).
Předseda sněmovny Radek Vondráček však požádal vládu, aby se k návrhu vyjádřila. Vláda 6. května 2019 přijala souhlasné stanovisko, přestože původně se chystalo neutrální; premiér Andrej Babiš to na Twitteru odůvodnil tím, že zákon „posouvá Česko dál“ a „srážku s úředníky“ komentoval „To teda ne“; zároveň ovšem vyzval ministerstvo vnitra, aby urychleně připravilo komplexní pozměňovací návrh.
Jednotlivá ministerstva měla při předchozím připomínkovém řízení k návrhu řadu výhrad, jež zůstaly uvedeny i v celovládním stanovisku:
- ministerstvo financí nepovažovalo za správnou koncepci zaručující obecné a široce koncipované právo na poskytnutí digitální služby, správnou cestou by podle něho bylo zakotvení výčtu právních povinností jednotlivých orgánů, které mají plnit
- obdobně ministerstvo vnitra uvedlo, že „v prostředí práva veřejného je ojedinělá legislativně-technická konstrukce“ ustanovení založených převážně na právu občanů a jen v některých případech na povinnostech orgánů
- často se vyskytoval názor, že zákon není zapotřebí, protože platné právo již dané věci řeší, respektive řeší poněkud odlišně, k čemuž návrh nepřihlíží.[6]

K tomu Jiří Peterka uvedl příklad faktického omezení práv občanů novým návrhem: Zákon o službách vytvářejících důvěru pro elektronické transakce č. 297/2016 Sb. hovoří o jednání s orgánem veřejné moci pomocí dokumentu s uznávaným elektronickým podpisem, aniž se zabývá způsobem jeho doručení. Návrh ale říkal, že fyzické osoby mají právo činit digitální úkon takovým elektronickým dokumentem „prostřednictvím veřejné datové sítě“, čímž by nepřipouštěl vytvořit jej při osobním jednání např. elektronickým občanským průkazem.
Do druhého čtení se zákon dostal 25. září s významnými změnami v podobě komplexního pozměňovacího návrhu č. 447/4, který měl úplně nahradit verzi návrhu z prvního čtení. Tato varianta pozměňovacího návrhu vznikla při aktivní spolupráci s Ministerstvem vnitra a měl podporu premiéra Babiše i ministra Jana Hamáčka. Návrh v této fázi narostl z původních 13 na 61 stran textu. Ani tento návrh ale neobsahoval ve změnách souvisejících zákonů všechny změny, které navrhovala původní varianta návrhu, např. změny ve způsobu zřizování a využívání datových schránek. Změny ve způsobu zřizování a využívání datových schránek podal jako samostatný pozměňovací návrh poslanec Leo Luzar.
Nová varianta návrh přinesla několik nových výjimek:
- vyjmuty z povinnosti poskytovat digitální službu byly územní samosprávné celky – obce a kraje, povinnost poskytovat digitální službu jim zůstala pouze pro služby přenesené působnosti.
- školy a školská zařízení měly poskytovat digitální službu pouze u úkonů vyznačených jako poskytované v digitální podobě v katalogu digitálních služeb.

## Přínosy zákona
- právo, aby poskytovatel digitální služby uchovával záznam o digitálním právním jednání občana[7]
- pokud není předem zveřejněn elektronický formulář nebo předem stanoven způsob elektronického jednání vůči úřadu, občan má právo učinit podání v jakémkoli formátu podatelném přes datové schránky[7]
- po identifikaci občana má tento právo, aby se mu automaticky do interaktivních formulářů vyplnily ty údaje, které už o občanovi stát má[7]
- občan má mít právo přístupu ke všem informacím, které o něm stát vede[7]
- pokud občan službu v digitální podobě nedostane, může ji vymáhat soudně[5]

Zákon v § 12a zavádí bezvýznamový směrový identifikátor (BSI), který soukromému sektoru plně nahrazuje rodné číslo a má pro něj tu výhodu, že poskytuje státem zaručenou identifikaci jejich klientů, a to bez ohledu na změnu jiných identifikátorů, včetně rodného čísla. Na rozdíl od rodného čísla však není BSI univerzální, protože je vázán na konkrétního podnikatele. Lidé si přitom bezvýznamový směrový identifikátor pamatovat nemusejí, dokonce se ho ani nedozvědí, protože vůči podnikateli (terminologií zákona ‚poskytovateli služeb‘) se budou identifikovat přirozenými identifikátory a číslem dokladu, zejména občanského průkazu.
Předložené identifikační údaje (identitu občana) může podnikatel online zkontrolovat na Ověřovacím portálu DIA